# Domus Sanctae Marthae
La Domus Sanctae Marthae (nota anche come Casa o Residenza di Santa Marta) è un edificio alberghiero situato all'interno della Città del Vaticano, presso la basilica di San Pietro.
In tempo ordinario, essa ospita i prelati che risiedono o stazionano nella Città del Vaticano, nonché in generale coloro che hanno affari di qualche sorta con la Santa Sede, mentre in tempo di sede vacante vi alloggia il collegio dei cardinali che prendono parte al conclave per eleggere il nuovo papa. È gestita dalle suore Figlie della Carità di San Vincenzo de' Paoli.
Dal 2013 al 2025 essa, inoltre, è stata residenza stabile di papa Francesco, il quale, dopo l'elezione, scelse di non trasferirsi nel Palazzo Apostolico, recandovisi solo per ricevere visite ufficiali e per la recita dell'Angelus o del Regina Caeli domenicale, e di continuare invece ad abitare laddove si era sistemato da cardinale durante il conclave.

## Storia

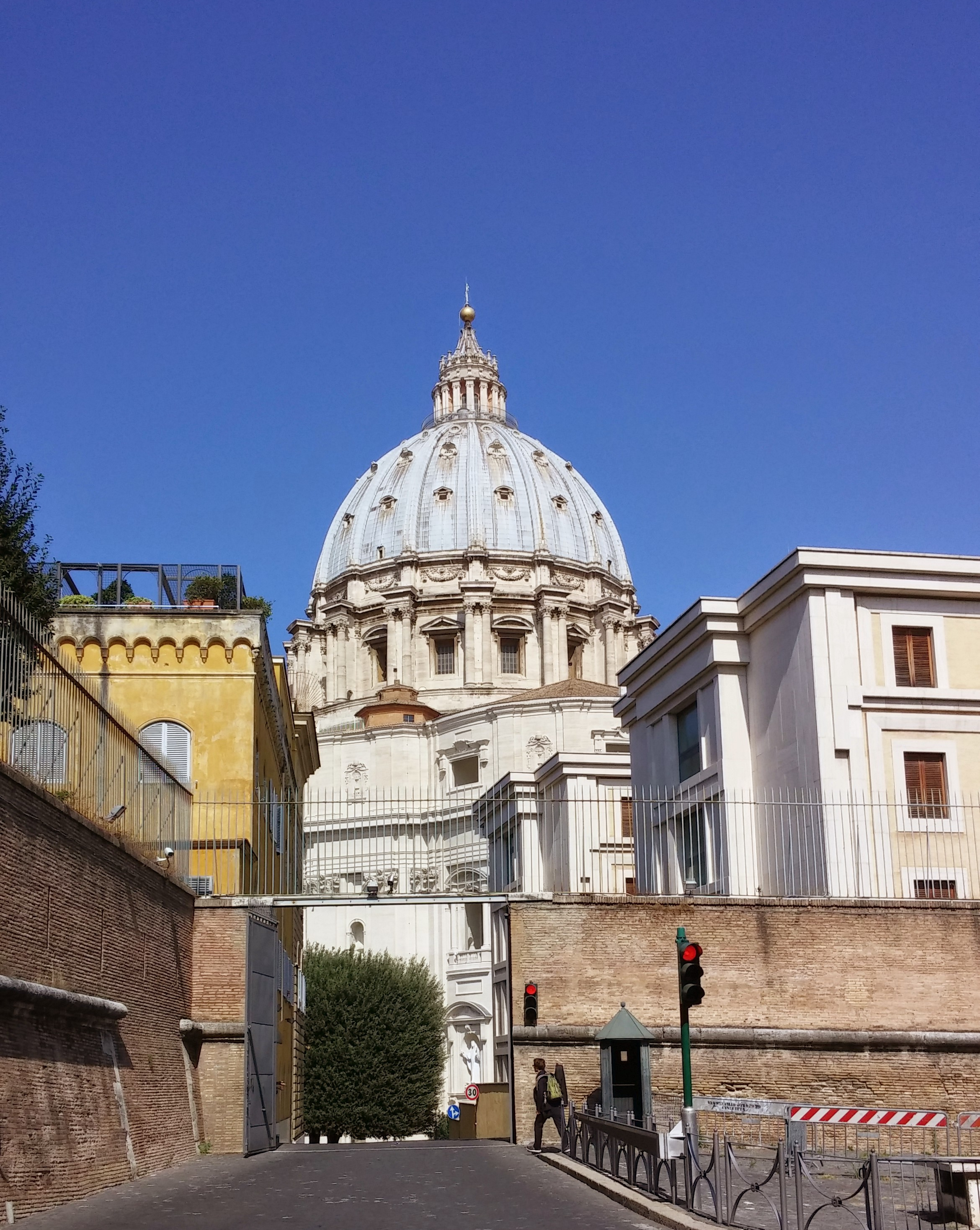
La basilica di San Pietro e la Domus Sanctae Marthae (sulla destra)

La Domus Sanctae Marthae sorge nel settore meridionale della Città del Vaticano, sul sito ove papa Leone XIII fece costruire nel 1891 il Pontificium Hospitium Sanctae Marthae (letteralmente "Ospizio pontificio di Santa Marta"), struttura destinata ad accogliere sacerdoti e religiosi in visita a Roma, che prese il nome dall'omonima chiesa che si affacciava sulla stessa piazza.
Negli anni novanta del Novecento, il cardinale Rosalio José Castillo Lara propose a papa Giovanni Paolo II di ristrutturare il complesso leonino per trasformarlo in una residenza destinata a ospiti di riguardo della Santa Sede; il segretario privato del pontefice, monsignor Stanisław Dziwisz, suggerì di utilizzarlo anche come alloggio conclavizio. Il papa approvò l'idea e ordinò la demolizione dello stabile e l'architetto italiano Giuseppe Facchini, già vicedirettore dei servizi tecnici del Vaticano, fu incaricato di progettare il nuovo palazzo.
I lavori iniziarono nel 1992 e furono presto contestati da parte della cittadinanza romana e di associazioni paesaggistiche italiane, quali Italia Nostra: a detta di costoro la costruzione del nuovo palazzo di cinque piani, sensibilmente più alto della struttura originaria, avrebbe celato l'unico punto della città da cui era possibile avere una visuale completa del corpo laterale della basilica vaticana. Le proteste, estese anche all'ambiente politico comunale e nazionale, arrivano all'inizio del 1993 a coinvolgere il Consiglio internazionale per i monumenti e i siti e il vicedirettore del Centro dell'UNESCO per il patrimonio mondiale, che espressero comunque pareri favorevoli in merito al nuovo fabbricato.
I lavori, funestati dalla morte di un operaio, costarono circa 50 miliardi di lire vaticane e si conclusero nel dicembre del 1996.
Dal 22 febbraio 1996, data di promulgazione della costituzione apostolica Universi Dominici Gregis — che riformò e riordinò le regole da osservare sotto la sede vacante e durante il conclave — la Casa di Santa Marta è stata designata quale residenza per i cardinali chiamati a votare il nuovo pontefice. Ciò ha consentito di mettere a loro disposizione una sistemazione più pratica e confortevole, giacché fino ai conclavi del 1978 gli elettori erano sistemati, in stato di stretta clausura, in alcuni ambienti del Palazzo Apostolico adattati sul momento: non di rado essi erano particolarmente angusti, privi di servizi essenziali quali luce, acqua corrente o gabinetti e (in quanto non climatizzati) risultavano gelidi o caldissimi, a seconda della stagione. Nondimeno in molti casi per entrare in una camera se ne doveva attraversare un'altra, con l'impossibilità per i relativi occupanti di godere di una piena riservatezza. Sebbene il regime conclavizio sia stato nettamente ammorbidito dal trasferimento degli alloggi a Santa Marta, essa in tempo di conclave continua a presentare diverse caratteristiche di tipo claustrale, quali ad esempio il divieto di aprire le finestre delle stanze (che vengono sigillate all'uopo) e la schermatura verso ogni forma di telecomunicazione, compresa la radio e la televisione.
Durante il conclave del 2013 la casa è stata gestita da sei suore e trentatré inservienti, agli ordini di un direttore.

## Descrizione

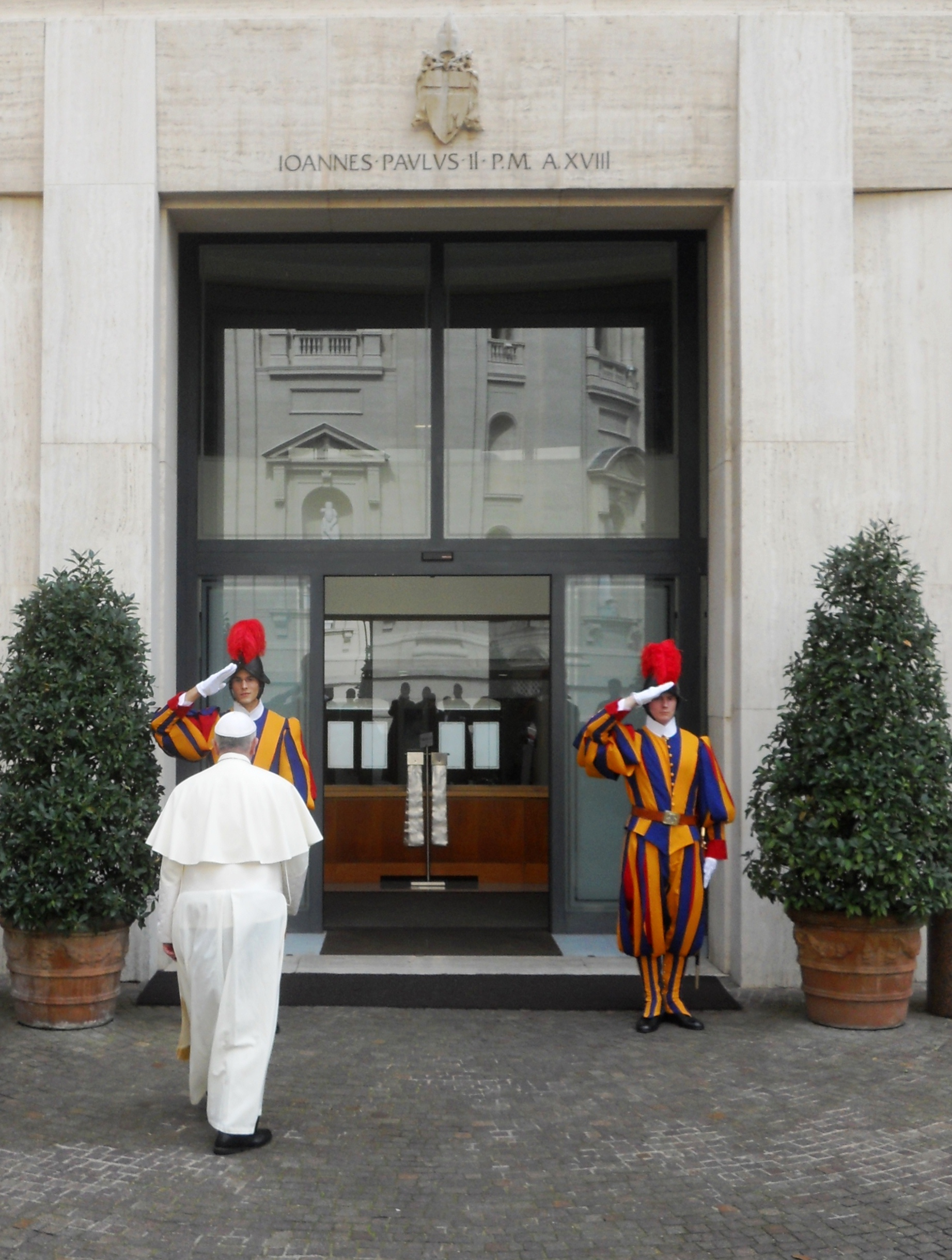
Papa Francesco entra nella Domus Sanctae Marthae

Il complesso è interamente ricompreso nel territorio vaticano: si affaccia su piazza Santa Marta, sul lato sud della basilica di San Pietro e nei pressi della relativa sagrestia.
L'edificio è costituito da due corpi di fabbrica a parallelepipedo, uniti da un braccio centrale trasversale: visto dall'alto assume una peculiare forma a H. Si sviluppa su cinque piani più un seminterrato; dispone di 105 camere, 26 singole e un appartamento di rappresentanza. Le sue strutture comprendono camere da letto, studi privati per ogni ospite, lavanderie e aree per la somministrazione di pasti e servizi personali.
Al pianterreno si trovano vari ambienti comuni, quali la cappella, la sala da pranzo e vari saloni polivalenti. Al secondo piano, con affaccio sopra il portone d'ingresso, si trova la camera 201, di norma destinata al nuovo pontefice nei giorni immediatamente successivi al conclave e che dal 2013 al 2025 è stata residenza stabile di papa Francesco: essa è costituita da uno studio con salottino e dalla camera da letto con un bagno.
Nello spazio ricavato fra la struttura e le retrostanti Mura Leonine si trova la cappella della Santissima Trinità. L'ambiente, esternamente caratterizzato da una torre metallica posta sul presbiterio e da una facciata con tre portali, all'interno è a pianta trapezoidale, con tre navate suddivise da pilastri esagonali. Il presbiterio ospita al centro l'altare, affiancato dall'ambone sulla sinistra, ambedue in marmo, e dalla sede sulla destra, in legno. Al centro della parete di fondo si trova un crocifisso. Ai lati del presbiterio trovano luogo il tabernacolo (a destra) e una statua della Madonna col Bambino (a sinistra). La parete della navata di destra è chiusa da una vetrata che permette di vedere le retrostanti mura. In cornu Evangeli è posto un piccolo organo positivo della ditta Tamburini, donato nel 1997 dalla fondazione Cavalieri di Colombo a papa Giovanni Paolo II.
All'interno del complesso si trovano inoltre diverse piccole cappelle, che vengono utilizzate per la celebrazione quotidiana della Messa in forma privata da parte degli ospiti della struttura.

## Cronotassi dei direttori
- Suor Manuela Latini, F.d.C. (1998 - 2002)
- Monsignore Tullio Poli (2002 - 2005)
- Monsignore Aldo Tolotto (2005 - 2011)
- Monsignore Battista Mario Salvatore Ricca (dal 2011 al 31 gennaio 2025)

## Cronotassi dei presidenti della Domus Vaticanae
- Vescovo Andrea Ripa, dal 2022